# Electronica 2: The Heart of Noise
Electronica 2: The Heart of Noise ist das zweite von zwei in Kollaboration mit weiteren Musikern entstandene Studioalbum des französischen Musikers Jean-Michel Jarre aus dem E-Project. Es wurde am 6. Mai 2016 durch Sony Music bzw. Columbia Records und Jarres eigenem Label AERO veröffentlicht und stellt sein 18. Studioalbum dar. Gewidmet ist es dem Whistleblower Edward Snowden und Whistleblowern im Allgemeinen.

## Besonderheit
Nach der Zeit der Tourneen und Konzerte kontaktierte Jarre bekannte Musiker, welche seiner Ansicht nach „für Ihren einzigartigen Beitrag zum Genre [der elektronischen Musik] bekannt waren“. Er entwarf mit jedem einzelnen von ihnen gemeinsame Titel, wobei es sowohl Jarre, als auch den Künstlern darauf ankam, den jeweils eigenen Musikstil herauszuhören, sodass man erkennen könne, was von Jarre und was vom Kollaborateur beigesteuert wurde. Das Projekt lief gut und immer weitere Musiker erklärten sich bereit mit Jarre zusammen zu arbeiten, sodass Material aus 30 Kollaborationen für zwei Alben zusammenkamen. So konnte nach Electronica 1: The Time Machine ein weiteres Album am 6. Mai 2016 veröffentlicht werden.

### Mitwirkende
An den gemeinsam mit Jarre entworfenen Titeln von Electronica 2 – The Heart of Noise waren beteiligt:
- Christophe
- Cyndi Lauper
- Edward Snowden
- Gary Numan
- Hans Zimmer
- Jeff Mills
- Julia Holter
- Peaches
- Pet Shop Boys
- Primal Scream
- Rone
- Sébastien Tellier
- Siriusmo
- The Orb
- Yello.

Auf dem offiziellen Kanal Jarres auf der Videoplattform YouTube wurden zu einigen Titeln kurze Interviews und Entstehungsgeschichten, sogenannte Track Stories präsentiert.

## Titelliste
| Titel # | Song                            | Dauer | Mitwirkender      | Besonderheit                      |
| ------- | ------------------------------- | ----- | ----------------- | --------------------------------- |
| 1       | The Heart of Noise (Part 1)     | 4:26  | Rone              | Track Story zu The Heart of Noise |
| 2       | The Heart of Noise (Part 2)     | 4:12  | –                 |                                   |
| 3       | Brick England                   | 4:01  | Pet Shop Boys     |                                   |
| 4       | These Creatures                 | 3:40  | Julia Holter      | Track Story zu These Creatures    |
| 5       | As One                          | 3:58  | Primal Scream     |                                   |
| 6       | Here for you                    | 3:59  | Gary Numan        | Track Story zu Here for you       |
| 7       | Electrees                       | 4:10  | Hans Zimmer       | Track Story zu Electrees          |
| 8       | Exit                            | 6:19  | Edward Snowden    | Track Story zu Exit               |
| 9       | What you want                   | 3:27  | Peaches           | Track Story zu What you want      |
| 10      | Gisele                          | 3:43  | Sebastien Tellier |                                   |
| 11      | Switch on Leon                  | 4:43  | The Orb           |                                   |
| 12      | Circus                          | 3:09  | Siriusmo          |                                   |
| 13      | Why this, why that and why?     | 3:58  | Yello             |                                   |
| 14      | The Architect                   | 4:43  | Jeff Mills        | Track Story zu The Architect      |
| 15      | Swipe to the right              | 4:54  | Cindy Lauper      |                                   |
| 16      | Walking the mile                | 4:52  | Christophe        |                                   |
| 17      | Falling down                    | 3:32  | –                 |                                   |
| 18      | The Heart of Noise (The origin) | 2:39  | –                 |                                   |

## Wichtige Versionen
| Jahr | Ausgabeform | Medium    | Land   | Label           | Katalognummer           | Bemerkung                                                            |
| ---- | ----------- | --------- | ------ | --------------- | ----------------------- | -------------------------------------------------------------------- |
| 2016 | Original    | CD        | Europa | Sony / Columbia | 88875196672             | Digipak mit ausklappbarer Lasche um CD 1 als Doppelalbum aufzunehmen |
| 2016 | Original    | 2 LP      | Europa | Sony / Columbia | 88875196681             |                                                                      |
| 2016 | Original    | CD / 2 LP | Europa | Sony / Columbia | 88875196672 88875196681 | Fan Box Version Zusammenstellung aus CD- und LP-Version              |